# Élections municipales de 2013 dans Papineau
Pour un article plus général, voir Élections municipales de 2013 en Outaouais.
Cet article concerne les élections municipales de 2013 en Outaouais dans la municipalité régionale de comté dans Papineau.

## Boileau
| Candidats pour la mairie | Vote            | %               |
| ------------------------ | --------------- | --------------- |
| Henri Gariépy (Sortant)  | Sans opposition | Sans opposition |

| Candidats conseiller #1 | Vote            | %               |
| ----------------------- | --------------- | --------------- |
| Wayne Conklin (Sortant) | Sans opposition | Sans opposition |

| Candidats conseiller #2  | Vote | %     |
| ------------------------ | ---- | ----- |
| Pierre Auclair (Sortant) | 114  | 51,35 |
| Clifford Kingsley        | 108  | 48,65 |

| Candidats conseiller #3 | Vote | %     |
| ----------------------- | ---- | ----- |
| Marie-Ève Duval         | 154  | 69,06 |
| André Vandal            | 69   | 30,94 |

| Candidats conseiller #4 | Vote            | %               |
| ----------------------- | --------------- | --------------- |
| Harold Linton (Sortant) | Sans opposition | Sans opposition |

| Candidats conseiller #5 | Vote            | %               |
| ----------------------- | --------------- | --------------- |
| Yan Montpetit           | Sans opposition | Sans opposition |

| Candidats conseiller #6   | Vote | %     |
| ------------------------- | ---- | ----- |
| Nicole Blondin (Sortante) | 160  | 72,40 |
| Djamal Badgi              | 61   | 27,60 |

## Bowman
| Candidats pour la mairie       | Vote | %     |
| ------------------------------ | ---- | ----- |
| Michel David (Sortant)         | 275  | 75,97 |
| Gaetan Bastien                 | 87   | 24,03 |
| Taux de participation : 57,5 % |      |       |

| Candidats conseiller #1    | Vote | %     |
| -------------------------- | ---- | ----- |
| Francois Bastien (Sortant) | 269  | 74,52 |
| Peter Cross                | 92   | 25,48 |

| Candidats conseiller #2 | Vote            | %               |
| ----------------------- | --------------- | --------------- |
| Roger Madore (Sortant)  | Sans opposition | Sans opposition |

| Candidats conseiller #3 | Vote | %     |
| ----------------------- | ---- | ----- |
| Jacinthe Brière         | 263  | 72,05 |
| Serge Bélanger          | 102  | 27,95 |

| Candidats conseiller #4          | Vote | %     |
| -------------------------------- | ---- | ----- |
| Pierre Labonté                   | 205  | 57,42 |
| Katia Carrière-Proulx (Sortante) | 152  | 42,58 |

| Candidats conseiller #5  | Vote | %     |
| ------------------------ | ---- | ----- |
| Jean Dubuc               | 200  | 56,34 |
| Gilbert Proulx (Sortant) | 155  | 43,66 |

| Candidats conseiller #6 | Vote | %     |
| ----------------------- | ---- | ----- |
| Mario Thibault          | 196  | 54,29 |
| Samantha Villeneuve     | 165  | 45,71 |

Nomination de Pierre Labonté, conseiller #4, à titre de pro-maire en avril 2017.
- Nécessaire en raison de la démission du maire Michel David en raison d'un désaccord avec le conseil. À noter aussi la démission du conseiller #6 mario Thibault[1].

## Chénéville
| Candidats pour la mairie  | Vote            | %               |
| ------------------------- | --------------- | --------------- |
| Gilles Tremblay (Sortant) | Sans opposition | Sans opposition |

| Candidats conseiller #1 | Vote | %     |
| ----------------------- | ---- | ----- |
| Gaétan Labelle          | 224  | 60,38 |
| Gaston Pilon            | 84   | 22,64 |
| Corine Dubois           | 63   | 16,98 |

| Candidats conseiller #2 | Vote            | %               |
| ----------------------- | --------------- | --------------- |
| Nicole Viens (Sortante) | Sans opposition | Sans opposition |

| Candidats conseiller #3 | Vote            | %               |
| ----------------------- | --------------- | --------------- |
| Nathalie Evrard         | Sans opposition | Sans opposition |

| Candidats conseiller #4 | Vote | %     |
| ----------------------- | ---- | ----- |
| Normand Bois            | 222  | 61,67 |
| Arthur-Claude Léonard   | 138  | 38,33 |

| Candidats conseiller #5  | Vote            | %               |
| ------------------------ | --------------- | --------------- |
| Sylvie Potvin (Sortante) | Sans opposition | Sans opposition |

| Candidats conseiller #6 | Vote            | %               |
| ----------------------- | --------------- | --------------- |
| Yves Laurendeau         | Sans opposition | Sans opposition |

## Duhamel
| Candidats pour la mairie | Vote            | %               |
| ------------------------ | --------------- | --------------- |
| David Pharand (Sortant)  | Sans opposition | Sans opposition |

| Candidats conseiller #1           | Vote            | %               |
| --------------------------------- | --------------- | --------------- |
| Doris Frechette Larose (Sortante) | Sans opposition | Sans opposition |

| Candidats conseiller #2 | Vote            | %               |
| ----------------------- | --------------- | --------------- |
| Gilles Payer (Sortant)  | Sans opposition | Sans opposition |

| Candidats conseiller #3  | Vote | %     |
| ------------------------ | ---- | ----- |
| Gaêtan Lalande (Sortant) | 249  | 66,40 |
| Claude Pagé              | 126  | 33,60 |

| Candidats conseiller #4 | Vote            | %               |
| ----------------------- | --------------- | --------------- |
| Michel Longtin          | Sans opposition | Sans opposition |

| Candidats conseiller #5     | Vote            | %               |
| --------------------------- | --------------- | --------------- |
| Daniel Berthiaume (Sortant) | Sans opposition | Sans opposition |

| Candidats conseiller #6 | Vote | %     |
| ----------------------- | ---- | ----- |
| Michel Bédard           | 207  | 56,10 |
| Léonce Lessard          | 162  | 43,90 |

## Fassett
| Candidats pour la mairie | Vote            | %               |
| ------------------------ | --------------- | --------------- |
| Michel Rioux (Sortant)   | Sans opposition | Sans opposition |

| Candidats conseiller #1 | Vote            | %               |
| ----------------------- | --------------- | --------------- |
| Jean-Yves Pagé          | Sans opposition | Sans opposition |

| Candidats conseiller #2   | Vote            | %               |
| ------------------------- | --------------- | --------------- |
| Serge Villeneve (Sortant) | Sans opposition | Sans opposition |

| Candidats conseiller #3  | Vote            | %               |
| ------------------------ | --------------- | --------------- |
| Claude Joubert (Sortant) | Sans opposition | Sans opposition |

| Candidats conseiller #4   | Vote            | %               |
| ------------------------- | --------------- | --------------- |
| Michel Bergeron (Sortant) | Sans opposition | Sans opposition |

| Candidats conseiller #5  | Vote            | %               |
| ------------------------ | --------------- | --------------- |
| Serge Gauthier (Sortant) | Sans opposition | Sans opposition |

| Candidats conseiller #6     | Vote            | %               |
| --------------------------- | --------------- | --------------- |
| Françoise Giroux (Sortante) | Sans opposition | Sans opposition |

## Lac-Simon
| Partis                         | Partis                  | Candidats pour la mairie | Vote | %     |
| ------------------------------ | ----------------------- | ------------------------ | ---- | ----- |
|                                | L'équipe Jacques Maillé | Jacques Maillé           | 524  | 57,27 |
|                                | Indépendant             | Richard Crête            | 391  | 42,73 |
| Taux de participation : 60,1 % |                         |                          |      |       |

| Partis | Partis                  | Candidats conseiller #1 | Vote | %     |
| ------ | ----------------------- | ----------------------- | ---- | ----- |
|        | L'équipe Jacques Maillé | Louise Houle Richard    | 492  | 53,65 |
|        | Indépendant             | Paul Malouf (Sortant)   | 425  | 46,35 |

| Partis | Partis                  | Candidats conseiller #2    | Vote | %     |
| ------ | ----------------------- | -------------------------- | ---- | ----- |
|        | L'équipe Jacques Maillé | Gilles Robillard (Sortant) | 466  | 52,07 |
|        | Indépendant             | Don Salba                  | 429  | 47,93 |

| Partis | Partis                  | Candidats conseiller #3 | Vote | %\|-  |
| ------ | ----------------------- | ----------------------- | ---- | ----- |
|        | Indépendante            | Odette Hébert           | 463  | 50,77 |
|        | L'équipe Jacques Maillé | Serge Thivierge         | 449  | 49,23 |

| Partis | Partis                  | Candidats conseiller #4 | Vote | %\|-  |
| ------ | ----------------------- | ----------------------- | ---- | ----- |
|        | Indépendante            | Chantal Crête           | 484  | 52,67 |
|        | L'équipe Jacques Maillé | Jean-Paul Descoeurs     | 435  | 47,33 |

| Partis | Partis                  | Candidats conseiller #5 | Vote | %     |
| ------ | ----------------------- | ----------------------- | ---- | ----- |
|        | L'équipe Jacques Maillé | Michel Lavigne          | 493  | 54,06 |
|        | Indépendant             | Michel Ramirez          | 419  | 45,94 |

| Partis | Partis                  | Candidats conseiller #6 | Vote            | %               |
| ------ | ----------------------- | ----------------------- | --------------- | --------------- |
|        | L'équipe Jacques Maillé | Jean-François David     | Sans opposition | Sans opposition |

## Lac-des-Plages
| Candidats pour la mairie | Vote            | %               |
| ------------------------ | --------------- | --------------- |
| Josée Simon (Sortante)   | Sans opposition | Sans opposition |

| Candidats conseiller #1     | Vote            | %               |
| --------------------------- | --------------- | --------------- |
| Claudette Molloy (Sortante) | Sans opposition | Sans opposition |

| Candidats conseiller #2 | Vote | %     |
| ----------------------- | ---- | ----- |
| Guy Bernard (Sortant)   | 118  | 73,29 |
| Milli Michaud           | 43   | 26,71 |

| Candidats conseiller #3        | Vote            | %               |
| ------------------------------ | --------------- | --------------- |
| Jimmy Lauzon Michaud (Sortant) | Sans opposition | Sans opposition |

| Candidats conseiller #4     | Vote            | %               |
| --------------------------- | --------------- | --------------- |
| Carole Ladouceur (Sortante) | Sans opposition | Sans opposition |

| Candidats conseiller #5 | Vote            | %               |
| ----------------------- | --------------- | --------------- |
| Pierre Boivin (Sortant) | Sans opposition | Sans opposition |

| Candidats conseiller #6 | Vote            | %               |
| ----------------------- | --------------- | --------------- |
| Christine Richer        | Sans opposition | Sans opposition |

## Lochaber
| Candidats pour la mairie | Vote            | %               |
| ------------------------ | --------------- | --------------- |
| Alain Gamache            | Sans opposition | Sans opposition |

| Candidats conseiller #1 | Vote            | %               |
| ----------------------- | --------------- | --------------- |
| Cindy Larin             | Sans opposition | Sans opposition |

| Candidats conseiller #2   | Vote            | %               |
| ------------------------- | --------------- | --------------- |
| Claude Lefebvre (Sortant) | Sans opposition | Sans opposition |

| Candidats conseiller #3  | Vote            | %               |
| ------------------------ | --------------- | --------------- |
| Stefan Steiner (Sortant) | Sans opposition | Sans opposition |

| Candidats conseiller #4 | Vote            | %               |
| ----------------------- | --------------- | --------------- |
| Laurie Laframboise      | Sans opposition | Sans opposition |

| Candidats conseiller #5   | Vote            | %               |
| ------------------------- | --------------- | --------------- |
| Claude Péloquin (Sortant) | Sans opposition | Sans opposition |

| Candidats conseiller #6   | Vote            | %               |
| ------------------------- | --------------- | --------------- |
| Eric Thibaudeau (Sortant) | Sans opposition | Sans opposition |

## Lochaber-Partie-Ouest
| Candidats pour la mairie       | Vote | %     |
| ------------------------------ | ---- | ----- |
| Jean-Pierre Girard             | 304  | 69,09 |
| Michel Labrecque (Sortant)     | 136  | 30,91 |
| Taux de participation : 71,7 % |      |       |

| Candidats conseiller #1  | Vote | %     |
| ------------------------ | ---- | ----- |
| Mario Mongeon            | 343  | 78,67 |
| Gilles Chénier (Sortant) | 93   | 21,33 |

| Candidats conseiller #2 | Vote | %     |
| ----------------------- | ---- | ----- |
| Linda Blais             | 311  | 71,17 |
| Charles Côté (Sortant)  | 126  | 28,83 |

| Candidats conseiller #3 | Vote | %     |
| ----------------------- | ---- | ----- |
| Pierre Renaud           | 303  | 69,66 |
| Pierre Côté             | 132  | 30,34 |

| Candidats conseiller #4 | Vote | %     |
| ----------------------- | ---- | ----- |
| Carol Lépine Thompson   | 274  | 62,70 |
| Sylvain Perras          | 163  | 37,30 |

| Candidats conseiller #5 | Vote            | %               |
| ----------------------- | --------------- | --------------- |
| Richard Quevillon       | Sans opposition | Sans opposition |

| Candidats conseiller #6 | Vote            | %               |
| ----------------------- | --------------- | --------------- |
| Christian Vézina        | Sans opposition | Sans opposition |

## Mayo
| Candidats pour la mairie       | Vote | %     |
| ------------------------------ | ---- | ----- |
| Normand Vachon (Sortant)       | 216  | 59,83 |
| Elisabeth Roos Blanchette      | 145  | 40,17 |
| Taux de participation : 68,8 % |      |       |

| Candidats conseiller #1        | Vote | %     |
| ------------------------------ | ---- | ----- |
| Ian Decotret-Brazeau (Sortant) | 207  | 58,97 |
| Charles Charron                | 144  | 41,03 |

| Candidats conseiller #2 | Vote | %     |
| ----------------------- | ---- | ----- |
| Renée Giroux            | 263  | 73,88 |
| Francine Robineau       | 93   | 26,12 |

| Candidats conseiller #3                | Vote | %     |
| -------------------------------------- | ---- | ----- |
| Joanne St-Amour Sanscartier (Sortante) | 225  | 63,56 |
| Valerie Touchette                      | 109  | 30,79 |
| Bruno Merulla                          | 20   | 5,65  |

| Candidats conseiller #4 | Vote | %     |
| ----------------------- | ---- | ----- |
| John Kane               | 199  | 55,43 |
| Guy M. Roussel          | 89   | 24,79 |
| Karine Bourassa         | 71   | 19,78 |

| Candidats conseiller #5 | Vote            | %               |
| ----------------------- | --------------- | --------------- |
| Robert Bertrand         | Sans opposition | Sans opposition |

| Candidats conseiller #6   | Vote | %     |
| ------------------------- | ---- | ----- |
| Pierre Robineau (Sortant) | 251  | 71,71 |
| René Séguin               | 99   | 28,29 |

## Montebello
| Candidats pour la mairie       | Vote | %     |
| ------------------------------ | ---- | ----- |
| Luc Ménard                     | 410  | 67,77 |
| Nicole Laflamme                | 195  | 32,23 |
| Taux de participation : 70,2 % |      |       |

| Candidats conseiller #1    | Vote | %     |
| -------------------------- | ---- | ----- |
| Gérald Chauvet             | 403  | 68,07 |
| Louise Desjarlais Lefebvre | 189  | 31,93 |

| Candidats conseiller #2   | Vote | %     |
| ------------------------- | ---- | ----- |
| Ginette Juteau            | 417  | 69,38 |
| Clarence Savoie (Sortant) | 184  | 30,62 |

| Candidats conseiller #3 | Vote            | %               |
| ----------------------- | --------------- | --------------- |
| Dean Johnstone          | Sans opposition | Sans opposition |

| Candidats conseiller #4 | Vote            | %               |
| ----------------------- | --------------- | --------------- |
| François Gauthier       | Sans opposition | Sans opposition |

| Candidats conseiller #5    | Vote            | %               |
| -------------------------- | --------------- | --------------- |
| Martin Deschênes (Sortant) | Sans opposition | Sans opposition |

| Candidats conseiller #6 | Vote | %     |
| ----------------------- | ---- | ----- |
| Ronald Giroux (Sortant) | 337  | 56,26 |
| Raymond Huneault        | 262  | 43,74 |

## Montpellier
| Candidats pour la mairie       | Vote | %     |
| ------------------------------ | ---- | ----- |
| Stéphane Séguin                | 328  | 47,19 |
| Pierre Bernier (Sortant)       | 311  | 44,75 |
| Camille Périard                | 56   | 8,06  |
| Taux de participation : 61,7 % |      |       |

| Candidats conseiller #1 | Vote            | %               |
| ----------------------- | --------------- | --------------- |
| Bernard Riopel          | Sans opposition | Sans opposition |

| Candidats conseiller #2 | Vote            | %               |
| ----------------------- | --------------- | --------------- |
| Diane Thibault          | Sans opposition | Sans opposition |

| Candidats conseiller #3 | Vote | %     |
| ----------------------- | ---- | ----- |
| Michel Harrisson        | 358  | 52,49 |
| Michel Lepage           | 235  | 34,46 |
| Éric Nantel             | 89   | 13,05 |

| Candidats conseiller #4 | Vote | %     |
| ----------------------- | ---- | ----- |
| Guy Pelletier           | 432  | 62,97 |
| Louis Day               | 254  | 37,03 |

| Candidats conseiller #5    | Vote            | %               |
| -------------------------- | --------------- | --------------- |
| Jean-Guy Périard (Sortant) | Sans opposition | Sans opposition |

| Candidats conseiller #6 | Vote | %     |
| ----------------------- | ---- | ----- |
| Valérie Pelletier       | 306  | 45,20 |
| Madeleine Paquette      | 200  | 29,54 |
| Jacques Ménard          | 171  | 25,26 |

## Mulgrave-et-Derry
| Candidats pour la mairie       | Vote | %     |
| ------------------------------ | ---- | ----- |
| Michael Kane (Sortant)         | 170  | 74,89 |
| Sylvain Gougeon                | 57   | 25,11 |
| Taux de participation : 54,2 % |      |       |

| Candidats conseiller #1 | Vote            | %               |
| ----------------------- | --------------- | --------------- |
| John Abraham (Sortant)  | Sans opposition | Sans opposition |

| Candidats conseiller #2  | Vote            | %               |
| ------------------------ | --------------- | --------------- |
| Roland Barnabé (Sortant) | Sans opposition | Sans opposition |

| Candidats conseiller #3   | Vote            | %               |
| ------------------------- | --------------- | --------------- |
| Charles Meunier (Sortant) | Sans opposition | Sans opposition |

| Candidats conseiller #4      | Vote            | %               |
| ---------------------------- | --------------- | --------------- |
| Donald G. Smallian (Sortant) | Sans opposition | Sans opposition |

| Candidats conseiller #5 | Vote            | %               |
| ----------------------- | --------------- | --------------- |
| Gerald Teske (Sortant)  | Sans opposition | Sans opposition |

| Candidats conseiller #6   | Vote            | %               |
| ------------------------- | --------------- | --------------- |
| Marcel Beaubien (Sortant) | Sans opposition | Sans opposition |

## Namur
| Candidats pour la mairie       | Vote | %     |
| ------------------------------ | ---- | ----- |
| Gilbert Dardel (Sortant)       | 252  | 65,28 |
| Nicole Louis-Seize             | 134  | 34,72 |
| Taux de participation : 71,6 % |      |       |

| Candidats conseiller #1 | Vote            | %               |
| ----------------------- | --------------- | --------------- |
| Martin Meilleur         | Sans opposition | Sans opposition |

| Candidats conseiller #2 | Vote | %     |
| ----------------------- | ---- | ----- |
| Guy Gauthier            | 165  | 44,12 |
| Shawna Ash-Bickford     | 135  | 36,10 |
| Christopher Demers      | 74   | 19,79 |

| Candidats conseiller #3 | Vote            | %               |
| ----------------------- | --------------- | --------------- |
| Lorne Graham (Sortant)  | Sans opposition | Sans opposition |

| Candidats conseiller #4     | Vote | %     |
| --------------------------- | ---- | ----- |
| Marianne Labelle (Sortante) | 240  | 63,83 |
| Lawrence Currie             | 136  | 36,17 |

| Candidats conseiller #5 | Vote | %     |
| ----------------------- | ---- | ----- |
| Steve Leggett           | 301  | 80,05 |
| Sébastien Poirier       | 75   | 19,95 |

| Candidats conseiller #6 | Vote            | %               |
| ----------------------- | --------------- | --------------- |
| Josée Dupuis (Sortante) | Sans opposition | Sans opposition |

## Notre-Dame-de-Bonsecours
| Candidats pour la mairie | Vote            | %               |
| ------------------------ | --------------- | --------------- |
| Carol Fortier            | Sans opposition | Sans opposition |

| Candidats conseiller #1   | Vote            | %               |
| ------------------------- | --------------- | --------------- |
| Pierre Laflamme (Sortant) | Sans opposition | Sans opposition |

| Candidats conseiller #2       | Vote            | %               |
| ----------------------------- | --------------- | --------------- |
| Galia Vaillancourt (Sortante) | Sans opposition | Sans opposition |

| Candidats conseiller #3 | Vote            | %               |
| ----------------------- | --------------- | --------------- |
| Louise Beaulieu         | Sans opposition | Sans opposition |

| Candidats conseiller #4    | Vote            | %               |
| -------------------------- | --------------- | --------------- |
| Pierre Ippersiel (Sortant) | Sans opposition | Sans opposition |

| Candidats conseiller #5  | Vote            | %               |
| ------------------------ | --------------- | --------------- |
| Guy Charlebois (Sortant) | Sans opposition | Sans opposition |

| Candidats conseiller #6  | Vote            | %               |
| ------------------------ | --------------- | --------------- |
| James Gauthier (Sortant) | Sans opposition | Sans opposition |

## Notre-Dame-de-la-Paix
| Candidats pour la mairie | Vote            | %               |
| ------------------------ | --------------- | --------------- |
| Daniel Bock (Sortant)    | Sans opposition | Sans opposition |

| Candidats conseiller #1     | Vote            | %               |
| --------------------------- | --------------- | --------------- |
| Florence Colinet (Sortante) | Sans opposition | Sans opposition |

| Candidats conseiller #2     | Vote | %     |
| --------------------------- | ---- | ----- |
| Jean-Paul Rouleau (Sortant) | 144  | 59,75 |
| Marie-Élaine Rouleau        | 97   | 40,25 |

| Candidats conseiller #3 | Vote | %     |
| ----------------------- | ---- | ----- |
| Krystelle Dagenais      | 152  | 64,68 |
| Michel Dupuis           | 44   | 18,72 |
| Céline Séguin           | 39   | 16,60 |

| Candidats conseiller #4 | Vote            | %               |
| ----------------------- | --------------- | --------------- |
| Joëlle Laframboise      | Sans opposition | Sans opposition |

| Candidats conseiller #5  | Vote            | %               |
| ------------------------ | --------------- | --------------- |
| Myriam Cabana (Sortante) | Sans opposition | Sans opposition |

| Candidats conseiller #6         | Vote            | %               |
| ------------------------------- | --------------- | --------------- |
| Nicole Mercier-Danis (Sortante) | Sans opposition | Sans opposition |

## Notre-Dame-de-la-Salette
| Candidats pour la mairie       | Vote | %     |
| ------------------------------ | ---- | ----- |
| Denis Légaré                   | 173  | 57,28 |
| Sylvain Lefebvre               | 129  | 42,72 |
| Taux de participation : 47,8 % |      |       |

| Candidats conseiller #1  | Vote            | %               |
| ------------------------ | --------------- | --------------- |
| Antonin Brunet (Sortant) | Sans opposition | Sans opposition |

| Candidats conseiller #2 | Vote            | %               |
| ----------------------- | --------------- | --------------- |
| Jean-Daniel Boileau     | Sans opposition | Sans opposition |

| Candidats conseiller #3       | Vote            | %               |
| ----------------------------- | --------------- | --------------- |
| Jean-Claude Boucher (Sortant) | Sans opposition | Sans opposition |

| Candidats conseiller #4 | Vote            | %               |
| ----------------------- | --------------- | --------------- |
| Samy Thomas             | Sans opposition | Sans opposition |

| Candidats conseiller #5 | Vote            | %               |
| ----------------------- | --------------- | --------------- |
| Étienne Morin           | Sans opposition | Sans opposition |

| Candidats conseiller #6 | Vote            | %               |
| ----------------------- | --------------- | --------------- |
| Denis Latour (Sortant)  | Sans opposition | Sans opposition |

## Papineauville
| Candidats pour la mairie       | Vote | %     |
| ------------------------------ | ---- | ----- |
| Christian Beauchamp            | 586  | 47,03 |
| Gilles Clément (Sortant)       | 539  | 43,26 |
| Pierre Hébert                  | 121  | 9,71  |
| Taux de participation : 69,8 % |      |       |

| Candidats conseiller #1  | Vote | %     |
| ------------------------ | ---- | ----- |
| Michel Leblanc (Sortant) | 723  | 58,31 |
| Jean-Pierre Hotte        | 517  | 41,69 |

| Candidats conseiller #2 | Vote            | %               |
| ----------------------- | --------------- | --------------- |
| Paul Gagnon (Sortant)   | Sans opposition | Sans opposition |

| Candidats conseiller #3 | Vote | %     |
| ----------------------- | ---- | ----- |
| Roger Tassé             | 628  | 51,35 |
| Pierrette St-Yves       | 359  | 29,35 |
| Michelle Villeneuve     | 120  | 9,81  |
| Serge Desnoyers         | 116  | 9,48  |

| Candidats conseiller #4 | Vote            | %               |
| ----------------------- | --------------- | --------------- |
| Alain Clément (Sortant) | Sans opposition | Sans opposition |

| Candidats conseiller #5   | Vote            | %               |
| ------------------------- | --------------- | --------------- |
| Laurent Clément (Sortant) | Sans opposition | Sans opposition |

| Candidats conseiller #6      | Vote | %     |
| ---------------------------- | ---- | ----- |
| Jean-Yves Carrière (Sortant) | 655  | 53,78 |
| Henri Hébert                 | 563  | 46,22 |

## Plaisance
| Candidats pour la mairie       | Vote | %     |
| ------------------------------ | ---- | ----- |
| Paulette Lalande (Sortant)     | 437  | 64,93 |
| Julien Chartrand               | 216  | 32,10 |
| Michel Prud'homme              | 20   | 2,97  |
| Taux de participation : 76,6 % |      |       |

| Candidats conseiller #1 | Vote            | %               |
| ----------------------- | --------------- | --------------- |
| Thierry Dansereau       | Sans opposition | Sans opposition |

| Candidats conseiller #2 | Vote | %     |
| ----------------------- | ---- | ----- |
| Daniel Séguin           | 237  | 36,18 |
| Pierre Laflamme         | 215  | 32,82 |
| Serge Deziel            | 203  | 30,99 |

| Candidats conseiller #3  | Vote | %     |
| ------------------------ | ---- | ----- |
| Nil Béland               | 407  | 62,04 |
| Denis Cardinal (Sortant) | 249  | 37,96 |

| Candidats conseiller #4 | Vote            | %               |
| ----------------------- | --------------- | --------------- |
| Luc Galarneau (Sortant) | Sans opposition | Sans opposition |

| Candidats conseiller #5 | Vote            | %               |
| ----------------------- | --------------- | --------------- |
| Christian Pilon         | Sans opposition | Sans opposition |

| Candidats conseiller #6  | Vote            | %               |
| ------------------------ | --------------- | --------------- |
| Raymond Ménard (Sortant) | Sans opposition | Sans opposition |

## Ripon
| Candidats pour la mairie | Vote            | %               |
| ------------------------ | --------------- | --------------- |
| Luc Desjardins (Sortant) | Sans opposition | Sans opposition |

| Candidats conseiller #1    | Vote            | %               |
| -------------------------- | --------------- | --------------- |
| Gilbert Brosseau (Sortant) | Sans opposition | Sans opposition |

| Candidats conseiller #2 | Vote            | %               |
| ----------------------- | --------------- | --------------- |
| Gilles Martel           | Sans opposition | Sans opposition |

| Candidats conseiller #3 | Vote            | %               |
| ----------------------- | --------------- | --------------- |
| Brigitte Laframboise    | Sans opposition | Sans opposition |

| Candidats conseiller #4  | Vote            | %               |
| ------------------------ | --------------- | --------------- |
| Michel Longpré (Sortant) | Sans opposition | Sans opposition |

| Candidats conseiller #5    | Vote            | %               |
| -------------------------- | --------------- | --------------- |
| Benoit Huberdeau (Sortant) | Sans opposition | Sans opposition |

| Candidats conseiller #6  | Vote            | %               |
| ------------------------ | --------------- | --------------- |
| Sylvie Potvin (Sortante) | Sans opposition | Sans opposition |

## Saint-André-Avellin
| Candidats pour la mairie       | Vote  | %     |
| ------------------------------ | ----- | ----- |
| Thérèse Whissell (Sortant)     | 1 033 | 74,80 |
| Richard Parent                 | 348   | 25,20 |
| Taux de participation : 46,9 % |       |       |

| Candidats conseiller #1 | Vote            | %               |
| ----------------------- | --------------- | --------------- |
| Michel Forget (Sortant) | Sans opposition | Sans opposition |

| Candidats conseiller #2   | Vote            | %               |
| ------------------------- | --------------- | --------------- |
| Germain Charron (Sortant) | Sans opposition | Sans opposition |

| Candidats conseiller #3 | Vote            | %               |
| ----------------------- | --------------- | --------------- |
| Marc Ménard (Sortant)   | Sans opposition | Sans opposition |

| Candidats conseiller #4      | Vote            | %               |
| ---------------------------- | --------------- | --------------- |
| Lorraine Labrosse (Sortante) | Sans opposition | Sans opposition |

| Candidats conseiller #5 | Vote            | %               |
| ----------------------- | --------------- | --------------- |
| Lucie Lalonde           | Sans opposition | Sans opposition |

| Candidats conseiller #6 | Vote            | %               |
| ----------------------- | --------------- | --------------- |
| Michel Thérien          | Sans opposition | Sans opposition |

## Saint-Sixte
| Candidats pour la mairie | Vote            | %               |
| ------------------------ | --------------- | --------------- |
| André Bélisle (Sortant)  | Sans opposition | Sans opposition |

| Candidats conseiller #1 | Vote            | %               |
| ----------------------- | --------------- | --------------- |
| Rodrigue Boivin         | Sans opposition | Sans opposition |

| Candidats conseiller #2 | Vote            | %               |
| ----------------------- | --------------- | --------------- |
| Jean-Maurice Leduc      | Sans opposition | Sans opposition |

| Candidats conseiller #3        | Vote            | %               |
| ------------------------------ | --------------- | --------------- |
| Gertrude Lecavalier (Sortante) | Sans opposition | Sans opposition |

| Candidats conseiller #4        | Vote | %     |
| ------------------------------ | ---- | ----- |
| Jean Levert                    | 114  | 65,52 |
| Christelle Philippe (Sortante) | 60   | 34,48 |

| Candidats conseiller #5     | Vote | %     |
| --------------------------- | ---- | ----- |
| Rodolphe Dumouchel          | 106  | 61,63 |
| Stéphane Pharand (Sortante) | 66   | 38,37 |

| Candidats conseiller #6     | Vote | %     |
| --------------------------- | ---- | ----- |
| Franklin Da Silva (Sortant) | 88   | 50,87 |
| Gaétan Bélanger             | 85   | 49,13 |

## Saint-Émile-de-Suffolk
| Candidats pour la mairie       | Vote | %     |
| ------------------------------ | ---- | ----- |
| Hugo Desormeaux                | 178  | 52,35 |
| Michel Samson (Sortant)        | 162  | 47,65 |
| Taux de participation : 59,3 % |      |       |

| Candidats conseiller #1 | Vote | % |
| ----------------------- | ---- | - |
| Aucune candidature      |      |   |

| Candidats conseiller #2      | Vote            | %               |
| ---------------------------- | --------------- | --------------- |
| Louise Boudreault (Sortante) | Sans opposition | Sans opposition |

| Candidats conseiller #3 | Vote | % |
| ----------------------- | ---- | - |
| Aucune candidature      |      |   |

| Candidats conseiller #4 | Vote            | %               |
| ----------------------- | --------------- | --------------- |
| Serge Morin             | Sans opposition | Sans opposition |

| Candidats conseiller #5 | Vote            | %               |
| ----------------------- | --------------- | --------------- |
| Michel Bisson (Sortant) | Sans opposition | Sans opposition |

| Candidats conseiller #6 | Vote | % |
| ----------------------- | ---- | - |
| Aucune candidature      |      |   |

## Thurso
| Candidats pour la mairie       | Vote  | %     |
| ------------------------------ | ----- | ----- |
| Benoit Lauzon                  | 1 120 | 92,79 |
| Donald Beaulne                 | 87    | 7,21  |
| Taux de participation : 59,4 % |       |       |

| Candidats conseiller #1 | Vote            | %               |
| ----------------------- | --------------- | --------------- |
| Léonard Raby (Sortant)  | Sans opposition | Sans opposition |

| Candidats conseiller #2  | Vote | %     |
| ------------------------ | ---- | ----- |
| Jean Lanthier            | 693  | 57,89 |
| Marguerite Piché-Delisle | 504  | 42,11 |

| Candidats conseiller #3 | Vote | %     |
| ----------------------- | ---- | ----- |
| Jason Carrière          | 741  | 62,16 |
| Mario St-Jacques        | 451  | 37,84 |

| Candidats conseiller #4 | Vote            | %               |
| ----------------------- | --------------- | --------------- |
| René Ouellet            | Sans opposition | Sans opposition |

| Candidats conseiller #5 | Vote | %     |
| ----------------------- | ---- | ----- |
| Hélène Laprade          | 761  | 63,47 |
| Agapo Néron-Cloutier    | 438  | 36,53 |

| Candidats conseiller #6 | Vote            | %               |
| ----------------------- | --------------- | --------------- |
| Carol Denis             | Sans opposition | Sans opposition |

## Val-des-Bois
| Candidats pour la mairie       | Vote | %     |
| ------------------------------ | ---- | ----- |
| Daniel Rochon                  | 347  | 66,35 |
| Jean-Yves Dubois               | 176  | 33,65 |
| Taux de participation : 63,9 % |      |       |

| Candidats conseiller #1 | Vote            | %               |
| ----------------------- | --------------- | --------------- |
| Diane B. Martin         | Sans opposition | Sans opposition |

| Candidats conseiller #2   | Vote | %     |
| ------------------------- | ---- | ----- |
| Sandra Delisle (Sortante) | 343  | 65,83 |
| Denise Larocque           | 178  | 34,17 |

| Candidats conseiller #3 | Vote            | %               |
| ----------------------- | --------------- | --------------- |
| Carole Charbonneau      | Sans opposition | Sans opposition |

| Candidats conseiller #4 | Vote            | %               |
| ----------------------- | --------------- | --------------- |
| Roland Montpetit        | Sans opposition | Sans opposition |

| Candidats conseiller #5 | Vote            | %               |
| ----------------------- | --------------- | --------------- |
| Roger Laurent (Sortant) | Sans opposition | Sans opposition |

| Candidats conseiller #6 | Vote            | %               |
| ----------------------- | --------------- | --------------- |
| Jean-Claude Larocque    | Sans opposition | Sans opposition |

Élection partielle au poste de maire en novembre 2015.
- Nécessaire en raison de la démission du maire Daniel Rochon pour problèmes de santé[2].
- Élection de Roland Montpetit au poste de maire[2].

| Candidats pour la mairie                    | Vote | %     |
| ------------------------------------------- | ---- | ----- |
| Roland Montpetit (Sortant d'un autre poste) | 266  | 54,96 |
| Ronald Thibault                             | 170  | 35,12 |
| Yolaine Maisonneuve                         | 48   | 9,92  |
| Nb votants / Nb électeurs : 487 / 827       |      |       |
| Taux de participation : 58,8 %              |      |       |